# Danh sách cầu thủ tham dự giải vô địch bóng đá nữ U-17 Bắc, Trung Mỹ và Caribe 2016
The final 20 player roster listings were published on 2 tháng 3 năm 2016.

## Canada
| 0#0 | Vị trí | Cầu thủ            | Ngày sinh và tuổi | Câu lạc bộ             |
| --- | ------ | ------------------ | ----------------- | ---------------------- |
| 1   | TM     | Lysianne Proulx    |                   | Varennes               |
| 18  | TM     | Marissa Zucchetto  |                   | Unionville Miliken SC  |
| 16  | HV     | Ashley Cathro      |                   | Vancouver Whitecaps FC |
| 6   | HV     | Samantha Chang     |                   | Unionville Miliken SC  |
| 13  | HV     | Nadège L’Espérance |                   | Lakeshore              |
| 5   | HV     | Kennedy Faulknor   |                   | Unionville Miliken SC  |
| 3   | HV     | Julia Grosso       |                   | Vancouver Whitecaps FC |
| 2   | HV     | Emma Regan         |                   | Vancouver Whitecaps FC |
| 4   | TV     | Nahida Baalbaki    |                   | Saint-Leonard          |
| 10  | TV     | Anyssa Ibrahim     |                   | Varennes               |
| 12  | TV     | Vital Kats         |                   | GS United              |
| 14  | TV     | Caitlin Shaw       |                   | Vancouver Whitecaps FC |
| 8   | TV     | Sarah Stratigakis  |                   | Unionville Miliken SC  |
| 17  | TĐ     | Teni Akindoju      |                   | Halifax Dunbrack SC    |
| 7   | TĐ     | Shana Flynn        |                   | Unionville Miliken SC  |
| 11  | TĐ     | Camila Gomez       |                   | Vancouver Whitecaps FC |
| 9   | TĐ     | Jordyn Huitema     |                   | Vancouver Whitecaps FC |
| 15  | TĐ     | Lauren Raimondo    |                   | Unionville Miliken SC  |
| 20  | TĐ     | Jayde Riviere      |                   | Markham SC             |
| 19  | TĐ     | Aaliyah Scott      |                   | Toronto Skillz FC      |

## Costa Rica
| 0#0 | Vị trí | Cầu thủ              | Ngày sinh và tuổi | Câu lạc bộ             |
| --- | ------ | -------------------- | ----------------- | ---------------------- |
|     | TM     | Yendry Rojas         |                   | UCEM                   |
|     | TM     | Valeria Román        |                   | Saprissa               |
|     | TM     | Akira Rubi           |                   | Moravia                |
|     | HV     | Stephannie Blanco    |                   | Arenal                 |
|     | HV     | Valeria Del Campo    |                   | Saprissa               |
|     | HV     | Fabiola Lobo         |                   | Pococi                 |
|     | HV     | Ziuliani Rodríguez   |                   | Moravia                |
|     | HV     | Yedry Salas          |                   | Puntarenas             |
|     | HV     | María Fer Sanabria   |                   | Guatuso                |
|     | TV     | Carmen Marín         |                   | Futuro Soccer Academy. |
|     | TV     | Pamela Mora          |                   | UCEM                   |
|     | TV     | Irela Rodríguez      |                   | Saprissa               |
|     | TV     | Sabrina Vásquez      |                   | Moravia                |
|     | TV     | Gloriana Villalobos  |                   | Saprissa               |
|     | TV     | Emma Víquez          |                   | Dallas                 |
|     | TĐ     | Mereilyn Alvarado    |                   | Moravia                |
|     | TĐ     | Priscilla Chinchilla |                   | Perez Zeledón          |
|     | TĐ     | Hillary Corrales     |                   | Dimas Escazú           |
|     | TĐ     | María Paula Salas    |                   | Saprissa               |
|     | TĐ     | Viviana Villalobos   |                   | Dimas Escazú           |

## Grenada
| 0#0 | Vị trí | Cầu thủ           | Ngày sinh và tuổi | Câu lạc bộ                                  |
| --- | ------ | ----------------- | ----------------- | ------------------------------------------- |
|     | TM     | Holly Charles     |                   | MDC                                         |
|     | TM     | Judy McIntosh     |                   | SMSS                                        |
|     | HV     | Abigail Adewunmi  |                   | SJCSG                                       |
|     | HV     | Resheda Charles   |                   | SRMSS                                       |
|     | HV     | Jasmine Joseph    |                   | Phillipsburg High Sch                       |
|     | HV     | Smantha McSween   |                   | MDC                                         |
|     | HV     | Erin Sylvester    |                   | SRMSS                                       |
|     | HV     | Treasher Valcin   |                   | HHSS                                        |
|     | TV     | Sheranda Charles  |                   | MDC                                         |
|     | TV     | Maya Hadeed       |                   | WSS                                         |
|     | TV     | Kristal Julien    |                   | SMSS                                        |
|     | TV     | Malia Ramdhanny   |                   | WSS                                         |
|     | TV     | Cardisha Rennie   |                   | SAASS                                       |
|     | TV     | Coie Smith        |                   | AHS                                         |
|     | TV     | Eeron McSween     |                   | Science Skills High School Center, New York |
|     | TĐ     | Britney Charles   |                   | SJCSA                                       |
|     | TĐ     | Amber Dominique   |                   | BSS                                         |
|     | TĐ     | Melania Fullerton |                   | Beasley Elementary                          |
|     | TĐ     | Aaliyah Jackson   |                   | SJCSA                                       |
|     | TĐ     | Shaniah Johnson   |                   | AHS                                         |
|     |        |                   |                   |                                             |

## Guatemala
| 0#0 | Vị trí | Cầu thủ           | Ngày sinh và tuổi | Câu lạc bộ      |
| --- | ------ | ----------------- | ----------------- | --------------- |
|     | TM     | Mariana Rodríguez |                   | Pares           |
|     | TM     | Natalie Schaps    |                   | Pares           |
|     | HV     | Monica Alvarado   |                   | Amatitlan       |
|     | HV     | Pamela Armas      |                   | Quiche          |
|     | HV     | Sara Fetzer       |                   | Xelaju          |
|     | HV     | Gerta Garcia      |                   | Dep. Coban      |
|     | HV     | Didra Martinez    |                   | Xelaju          |
|     | HV     | Kellin Mayen      |                   | Unifut          |
|     | HV     | Sofia Portabella  |                   | Pares           |
|     | HV     | Darlin Samayoa    |                   | Dep. Santa Rosa |
|     | TV     | Briana Carrera    |                   | Dep. Guastatoya |
|     | TV     | Thelma Gamarro    |                   | Semillas        |
|     | TV     | Adriana Ordoñez   |                   | Pares           |
|     | TV     | Maria Recinos     |                   | Pares           |
|     | TV     | Anika Schaps      |                   | Pares           |
|     | TĐ     | Madelyn Cosajay   |                   | Fundacion C.A.  |
|     | TĐ     | Maria Herrarte    |                   | Pares           |
|     | TĐ     | Karla Moulds      |                   | Rio Dulce       |
|     | TĐ     | Niurka Oliva      |                   | Pares           |
|     | TĐ     | Gloria Roldan     |                   | Amatitlan       |

## Haiti
| 0#0 | Vị trí | Cầu thủ               | Ngày sinh và tuổi | Câu lạc bộ     |
| --- | ------ | --------------------- | ----------------- | -------------- |
|     | TM     | Daphney Auguste       |                   | AS Tigresses   |
|     | TM     | Kerly Theus           |                   | Aigle Brillant |
|     | HV     | Emeline Charles       |                   | Aigle Brillant |
|     | HV     | Nandie Deshommes      |                   | Aigle Brillant |
|     | HV     | Rosianne Jean         |                   | AS Tigresses   |
|     | HV     | Saraphina Joseph      |                   | AS Tigresses   |
|     | HV     | Martine Olivier       |                   | Aigle Brillant |
|     | HV     | Yverline Sevilne      |                   | Anacaona       |
|     | TV     | Emilie Ducasse        |                   | AS Tigresses   |
|     | TV     | Coventina Dumonay     |                   | Camp Nous      |
|     | TV     | Taina Gervais         |                   | AS Tigresses   |
|     | TV     | Magdala Macean        |                   | Anacaona       |
|     | TV     | Wagnelda Millien      |                   | Valentina      |
|     | TV     | Naphtalie Northe      |                   | Aigle Brillant |
|     | TV     | Dolores Jean Thomas   |                   | AS Tigresses   |
|     | TĐ     | Melissa Dacius        |                   | AS Tigresses   |
|     | TĐ     | Roseline Eloissaint   |                   | AS Tigresses   |
|     | TĐ     | Mikerline Saint Felix |                   | Valentina      |
|     | TĐ     | Nerilia Mondesir      |                   | AS Tigresses   |
|     | TĐ     | Lovelie Pierre        |                   | Anacaona       |

## Jamaica
| 0#0 | Vị trí | Cầu thủ              | Ngày sinh và tuổi | Câu lạc bộ          |
| --- | ------ | -------------------- | ----------------- | ------------------- |
|     | TM     | Ella Dennis          |                   | F. C. Durham        |
|     | TM     | Sydney Schneider     |                   | Match Fit Academy   |
|     | HV     | Peta-Gay Dixon       |                   | Trelawny Women's    |
|     | HV     | Madiya Harriott      |                   | Sunrise S.C.        |
|     | HV     | Kendaya Chin-Jackson |                   | Lauderhill Lions    |
|     | HV     | Erin Mikalsen        |                   | Florida Kraze Krush |
|     | HV     | Shanhaine Nelson     |                   | Waterhouse F. C.    |
|     | HV     | Lyana Steele         |                   | Weston F. C.        |
|     | HV     | Maya Swaby-Wallerson |                   | Stony Creek Bat.    |
|     | HV     | Rachel Walters       |                   | Waterhouse F. C.    |
|     | TV     | Emily Caza           |                   | GS United           |
|     | TV     | Ebony Clarke         |                   | Surrey United       |
|     | TV     | Tarania Clarke       |                   | Waterhouse F. C.    |
|     | TV     | Sherice Clarke       |                   | Wolmers             |
|     | TV     | Alyssa Julien        |                   | Woodbridge S.C.     |
|     | TV     | Giselle Washington   |                   | Concord Fire        |
|     | TĐ     | Jody Brown           |                   | Ocho Rios High      |
|     | TĐ     | Marlee Fray          |                   | Sunrise Sting       |
|     | TĐ     | Dominique Moxie      |                   | GSA ECNL            |
|     | TĐ     | Shayla Smart         |                   | Florida Kraze Krush |

## México
| 0#0 | Vị trí | Cầu thủ              | Ngày sinh và tuổi | Câu lạc bộ                    |
| --- | ------ | -------------------- | ----------------- | ----------------------------- |
|     | TM     | Miriam Aguirre       |                   | Macrosoccer                   |
|     | TM     | Kelsey Brann         |                   | Texas Rush                    |
|     | HV     | Alma Lopez           |                   | Estudiantes F.C               |
|     | HV     | Jimena Lopez         |                   | Saint Stephen's               |
|     | HV     | Alessandra Ramirez   |                   | Beach fc                      |
|     | HV     | Reyna Reyes          |                   | FC Dallas                     |
|     | HV     | Kimberly Rodríguez   |                   | Texas Rush                    |
|     | HV     | Ashley Soto          |                   | La Salle Blues UCNL           |
|     | HV     | Akemi Yokoyama       |                   | U.A.N.L                       |
|     | TV     | Veronica Avalos      |                   | San Diego Surf                |
|     | TV     | Dayana Cazares       |                   | Scratch Do Oro                |
|     | TV     | Alexia Delgado       |                   | Colegio Subire                |
|     | TV     | Luisa Delgado        |                   | Real So Cal                   |
|     | TV     | Vanessa Gonzalez     |                   | Centro de Formacion Monterrey |
|     | TV     | Alexandra Martinez   |                   | Selección Chiapas             |
|     | TV     | Jacqueline Ovalle    |                   | Selección Aguascalientes      |
|     | TV     | Maricarmen Reyes     |                   | West Coast FC                 |
|     | TĐ     | Daniela Espinosa     |                   | Selección B.C.S               |
|     | TĐ     | Montserrat Hernandez |                   | Centro de Formacion GDL       |
|     | TĐ     | Gabriela Juárez      |                   | Slammers FC                   |

## Hoa Kỳ
| 0#0 | Vị trí | Cầu thủ             | Ngày sinh và tuổi | Câu lạc bộ                |
| --- | ------ | ------------------- | ----------------- | ------------------------- |
| 12  | TM     | Hillary Beall       |                   | Southern California Blues |
| 1   | TM     | Laurel Ivory        |                   | Sunrise Sting             |
| 4   | HV     | Naomi Girma         |                   | Central Valley Crossfire  |
| 9   | HV     | Kiara Pickett       |                   | Eagles SC                 |
| 11  | HV     | Isabel Rodriguez    |                   | Michigan Hawks            |
| 16  | HV     | Karina Rodriguez    |                   | Southern California Blues |
| 6   | HV     | Emily Smith         |                   | De Anza Force             |
| 15  | HV     | Kennedy Wesley      |                   | Southern California Blues |
| 19  | HV     | Kate Wiesner        |                   | Slammers FC               |
| 5   | HV     | Sydney Zardi        |                   | Penn Fusion               |
| 17  | TV     | Jordan Canniff      |                   | Richmond United           |
| 18  | TV     | Jaelin Howell       |                   | Real Colorado             |
| 8   | TV     | Brianna Pinto       |                   | CASL                      |
| 10  | TV     | Ashley Sanchez      |                   | Southern California Blues |
| 2   | TV     | Taryn Torres        |                   | FC Dallas                 |
| 13  | TĐ     | Rachel Jones        |                   | Tophat                    |
| 14  | TĐ     | Civana Kuhlmann     |                   | Colorado Rush             |
| 3   | TĐ     | Sophia Smith        |                   | Real Colorado             |
| 7   | TĐ     | Alexa Spaanstra     |                   | Michigan Hawks            |
| 20  | TĐ     | Frankie Tagliaferri |                   | PDA                       |